# Пєсочня (Мещовський район)
Пєсочня (рос. Песочня) — присілок в Мещовському районі Калузької області Російської Федерації.
Населення становить 27 осіб. Входить до складу муніципального утворення Село Серпейськ.

## Історія
Від 2004 року входить до складу муніципального утворення Село Серпейськ.

## Населення
| 2002 | 2010 |
| ---- | ---- |
| 12   | ↗27  |